# Палац Ковнера
Палац Ковнера — палац кінця XIX століття в Мукачеві на вулиці Берегівській, 64, збудований угорським бароном єврейського походження Адольфом Ковнером. У різні роки тут містився жупанат, угорська контррозвідка, в'язниця для політичних в'язнів. Відомий за трьома судовими процесами проти українського націоналістичного підпілля, що відбулися в липні 1942 року.

## Архітектура
Будівля має один поверх, займає площу близько 110 квадратних метрів. Фундамент споруди з андезиту, стіни зведені з цегли, а покрівля — з бляхи.
Палац розділений на два корпуси, які є практично симетричними. Має 47 приміщень. У центральній кімнаті, до якої вів головний вхід та ведуть коридори корпусів, збереглася оригінальна старовинна кам'яна плитка та дерев'яна стеля. З центральної кімнати на задній двір виходять три напівкруглі вікна практично у повну висоту будівлі. Споруда має великі глухі підвальні приміщення.

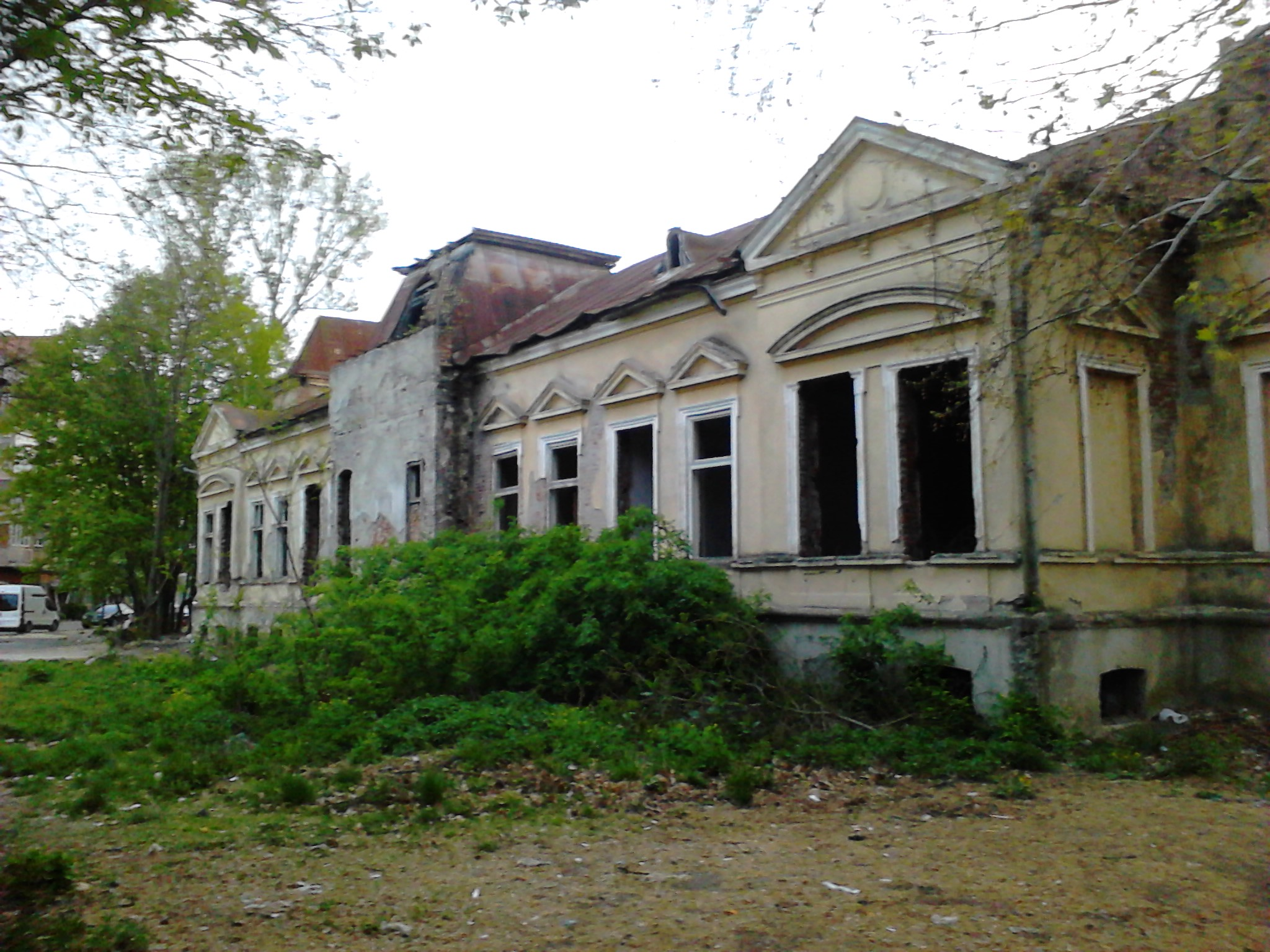
Екстер'єр палацу (2019)
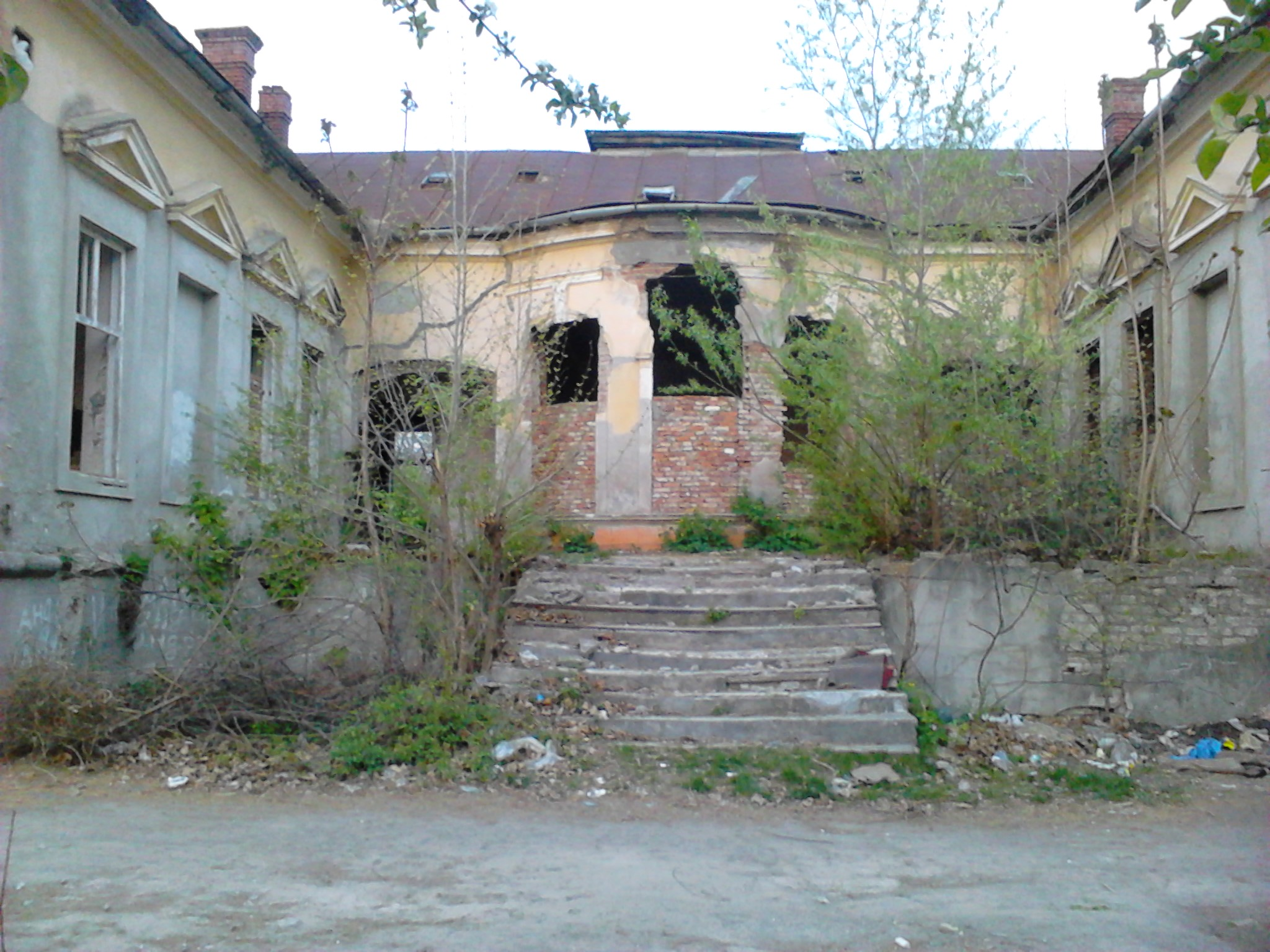
Один із входів
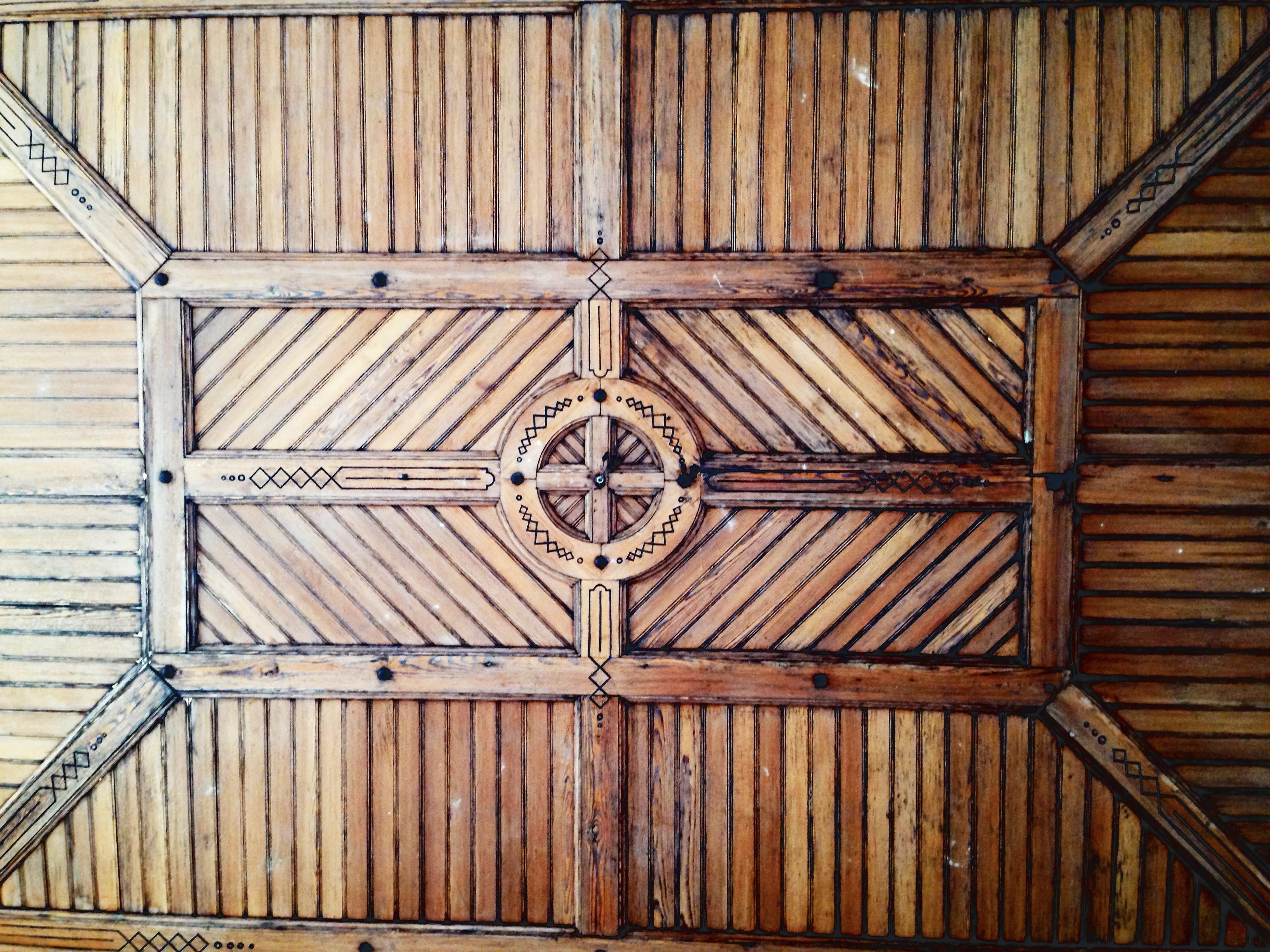
Стеля центральної кімнати

## Історія

Листівка 1906 року

Засновником та власником палацу був відомий угорський бізнесмен та землевласник єврейського походження, один з лідерів єврейської громади в Угорщині барон Адольф Конер (1866—1937). У грудні 1894 року у Мукачівсько-Чинадіївській домінії комітату Береґ він отримав в оренду у графів Шенборн-Бухгаймів велику земельну ділянку. Після цього в Мукачеві, на околиці тогочасного міста, у парковій зоні, він почав зведення будинку.
Оскільки власник будинку частіше займався справами на території сучасної Угорщини, невідомо, як часто він проживав у палаці. На фотографіях інтер'єру будинку, зроблених до Першої світової війни, видно, що на стінах висіли картини відомих європейських художників: Клода Моне, Ежена Будена, Поля Ґоґена, Вінсента ван Гога і Альфреда Сіслея.
1914 року Адольф Конер передав свій палац у Мукачеві місцевому єврейському товариству для створення у будівлі лікарні.
Після Першої світової війни, за чехословацьких часів, у будинку розміщувався жупанат.
Після окупації Мукачева Угорщиною у листопаді 1938 року в будинку розмістилася угорська контррозвідка. У підвалах палацу була в'язниця та катівня, де утримували і катували противників гортистського пронімецького окупаційного режиму, зокрема українських, комуністичних та інших підпільників. Розташування палацу, його великі глухі підвали були вигідними для розміщення у ньому катівні. Палац розміщувався на околиці тогочасного міста у парковій зоні, через що крики жертв катувань не було чутно назовні. У липні 1942 року в приміщеннях будівлі відбулися три судові процеси проти представників українського націоналістичного підпілля на Закарпатті, відомі за назвою палацу як ковнерівські процеси. Жертвами репресій угорської окупаційної влади стало понад 120 осіб, засуджених до різних термінів ув'язнення. У вересні 1944 року до будівлі зігнали ромів із сіл навколо Мукачева з метою подальшого вивезення до концтаборів.
За радянської влади, у 1950-х роках, у будівлі протягом короткого періоду були розміщені органи влади: Мукачівська районна рада, виконавчий комітет районної ради, Мукачівська районна державна адміністрація, а згодом — районна прокуратура.
1970 року будинок був внесений до переліку пам'яток історії місцевого значення. 1992 року до 50-річчя ковнерівських процесів на будівлі вивісили пам'ятну табличку.
Після того як у 1990-х роках правоохоронні органи покинули будівлю, вона почала занепадати та руйнуватися. Наразі споруда занедбана та перебуває в аварійному стані. Висловлювалися пропозиції щодо розміщення в будинку меморіального музею. 2015 року палац передали у приватну власність, його новий власник мав намір врятувати будівлю шляхом розміщення тут «будинку для гостей». 2023 року у будинку сталася пожежа, спричинена загорянням купи сміття.

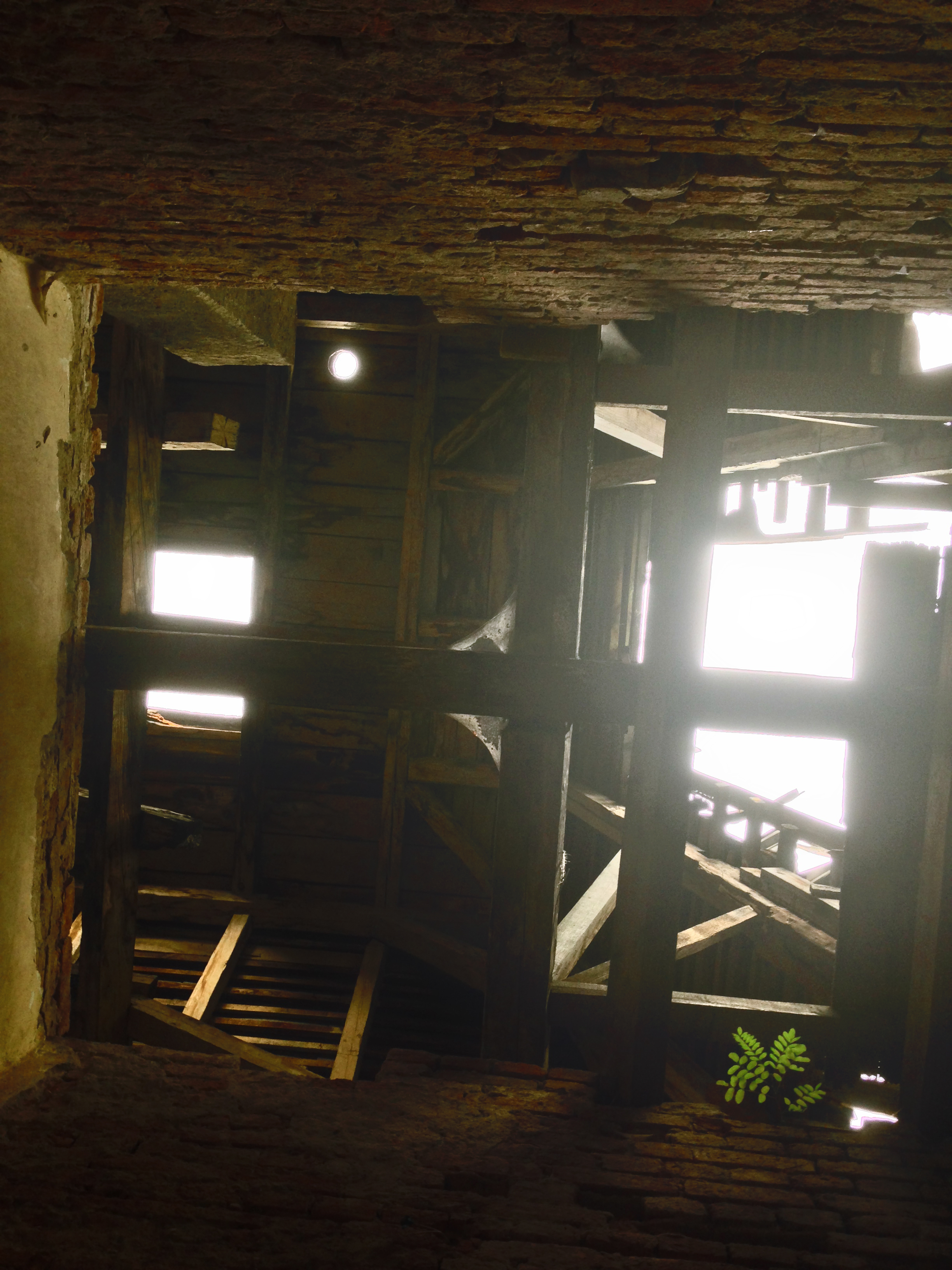
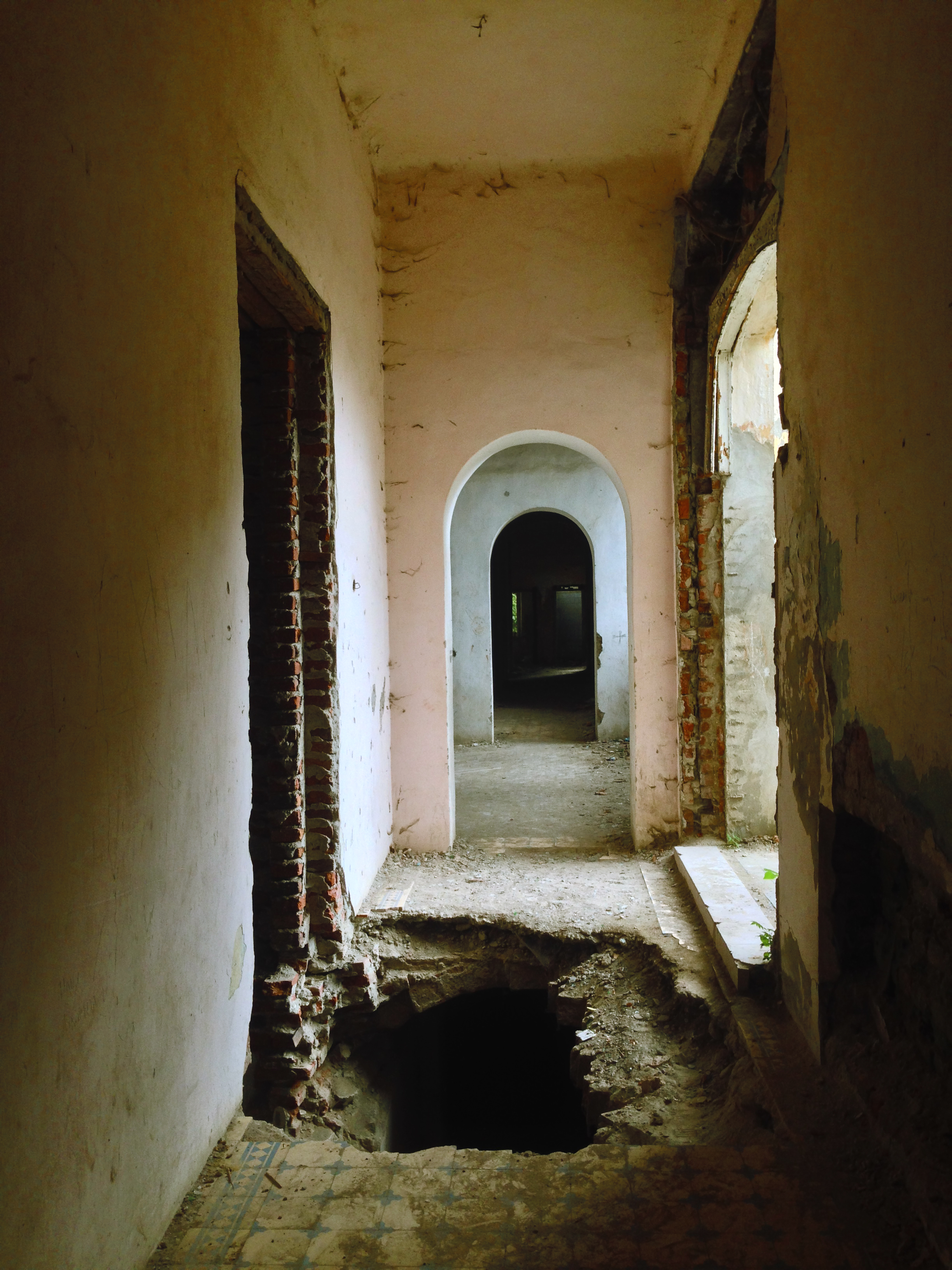
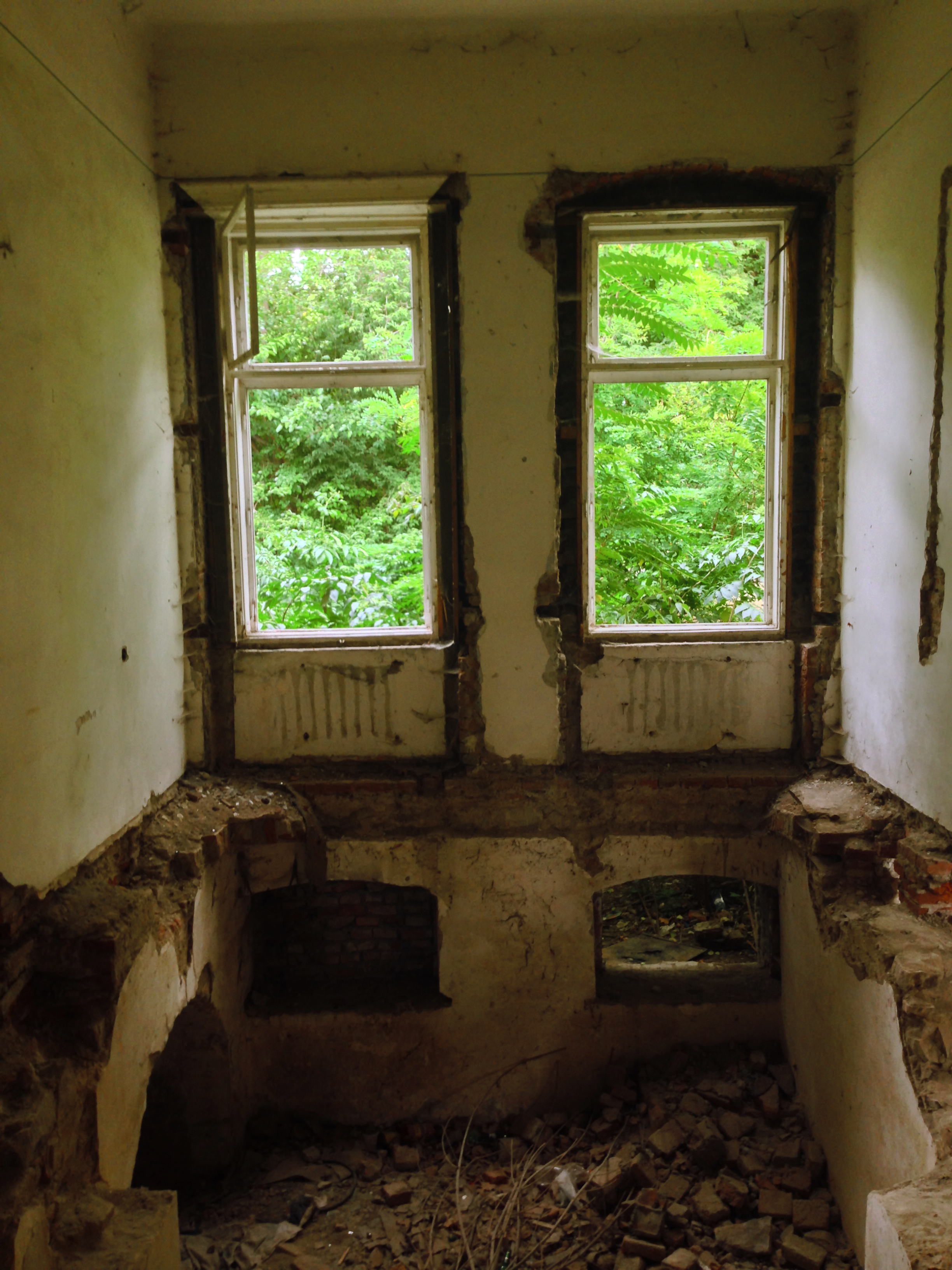
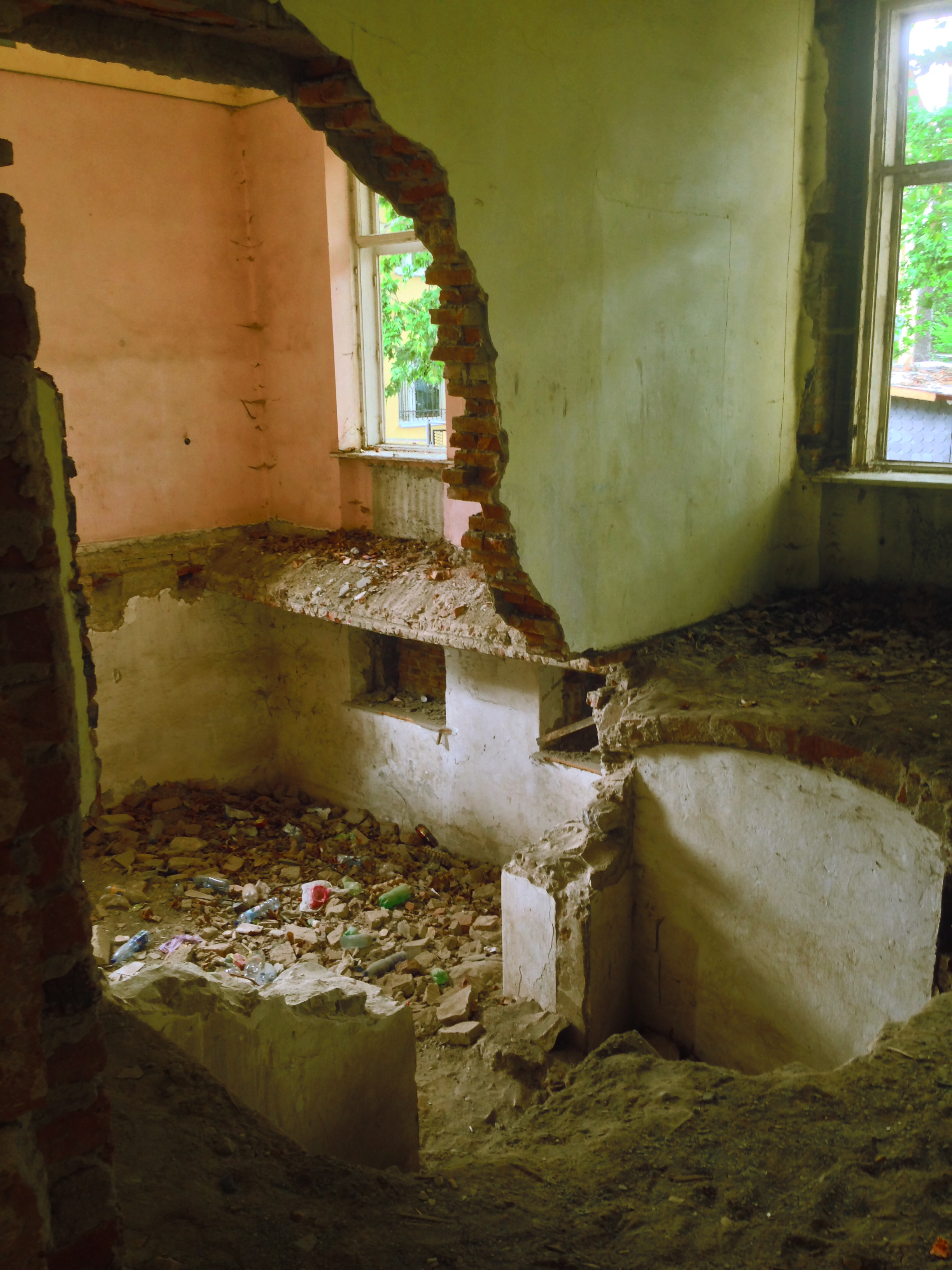
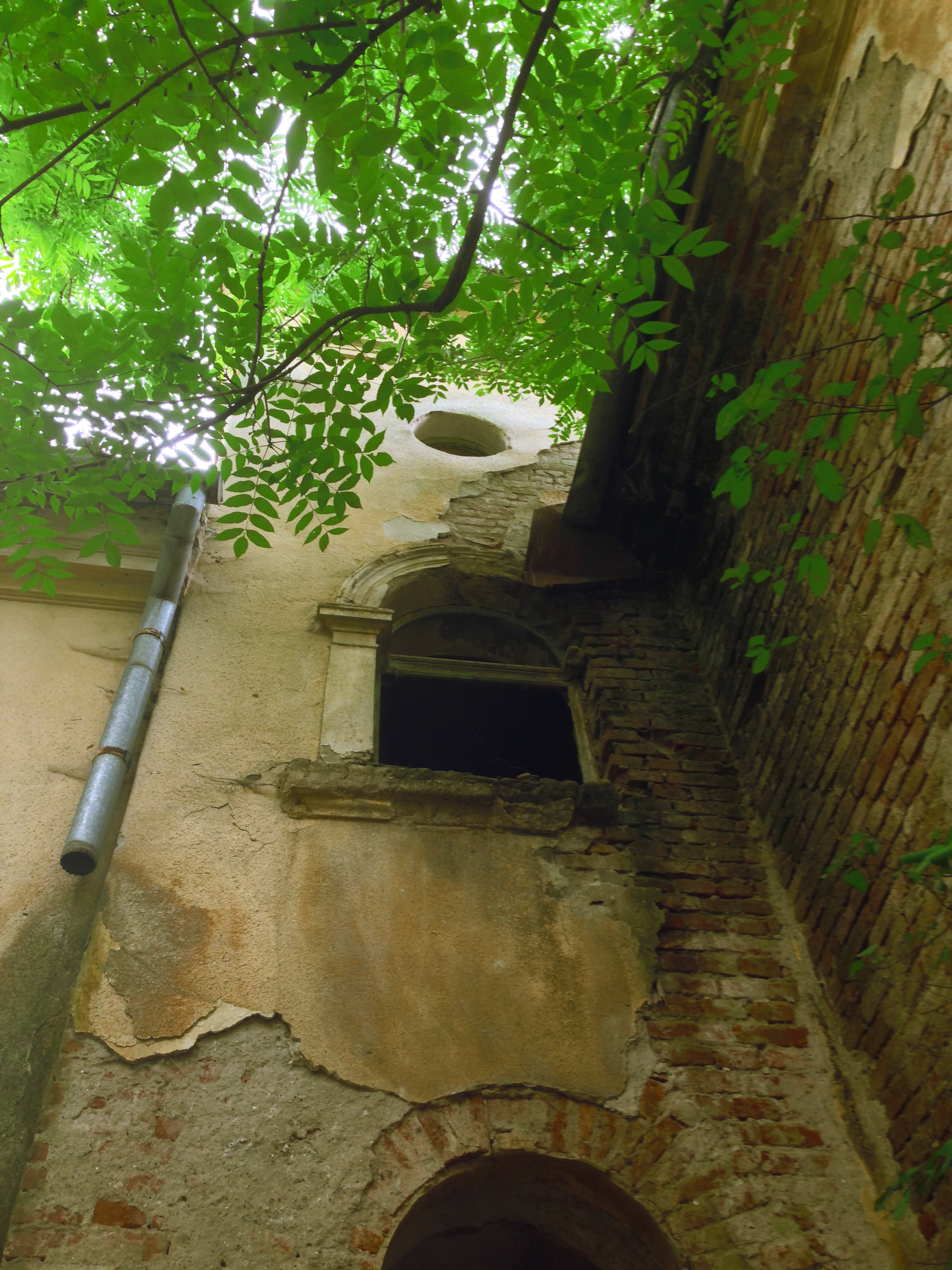